# Cuzino
Cuzino – familie nobiliară de origine greco-italiană (edit: nu există dovezi ale rădăcinilor italienești) din Moldova. Uneori numele este întîlnit și cu ortografia Kugino.
Constandin Sion, în volumul său „Arhondologia Moldovei“ (Iași 1892) pomenește de un anume Marcus Kugino, negustor sosit în Galați în 1836, ce a fost înălțat la rangul de căminar în anul 1842 de către Mihail Sturza vodă.